# PIIGS

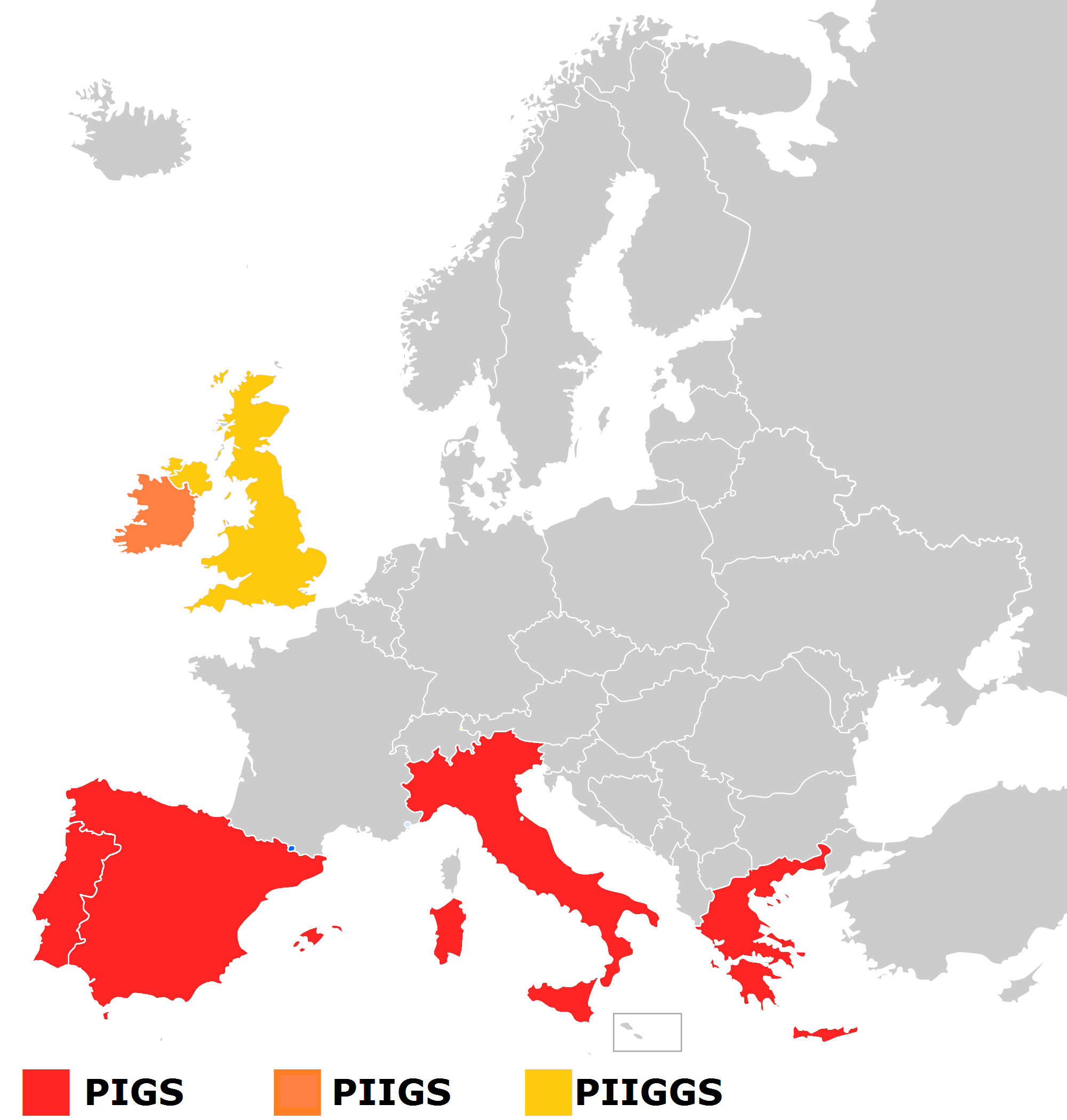
PIGS, PIIGS e PIIGGS

PIIGS é um acrônimo pejorativo originalmente usado na imprensa de língua inglesa, sobretudo britânica, para designar o conjunto das economias de Portugal, Itália, Irlanda, Grécia e Espanha (Spain em inglês). Em inglês, o acrônimo significa "porcos", animais por vezes usado em caricaturas para ilustrar a má performance econômica dos cinco países. A expressão "economias porcinas" é também usada. Expressões similares, como the Olive Belt (o cinturão da azeitona) ou "Club Med", também foram aplicados ao mesmo (ou quase o mesmo) agrupamento de países do sul da Europa, durante a crise econômica de 2008-2009, quando as economias de Portugal, Itália, Irlanda, Grécia e Espanha foram consideradas particularmente vulneráveis, em razão do alto ou crescente endividamento e do alto deficit público em relação ao PIB.
O termo original, PIGS (Portugal, Itália, Grécia e Espanha) data de meados da década de 1990 quando foi usado para se referir a estas economias do sul da Europa. Durante a crise financeira de 2008-2009, era utilizado especialmente quando se tratava de dívida soberana e deficit público, considerando-se que essas economias se caracterizam pelo altos níveis de endividamento e de deficit público em relação ao PIB, ainda que, em geral, sejam comparáveis ao restante da Eurozona. Tal condição propiciava o efeito bola de neve, gerando mais e mais dividas.
Em Setembro de 2008, o uso do acrônimo pelo jornal Financial Times levou ao protesto de empresários espanhóis e do ministro português da economia, Manuel Pinho. Mas antes, já havia sido usado por publicações como a Newsweek, The Economist ou o jornal The Times.
No final de 2011, a Irlanda foi também incluída no lote, e o acrônimo ganhou mais um "I",  tornando-se PIIGS. (menos frequentemente, o "I" de PIGS se referia à Irlanda em vez da Itália).
Mais recentemente, o próprio Reino Unido também foi associado ao acrônimo, que, por isso, ganhou mais um G, transformando-se em PIIGGS.

## Acrônimos derivados
Como a lista de economias com problemas não parou de crescer, novos acrônimos foram cunhados.
- STUPID (Estúpida)[20]
  - Spain (Espanha)
  - Turkey (Turquia)
  - UK (Reino Unido)
  - Portugal (Portugal)
  - Italy (Itália)
  - Dubai (Dubai)

- UR all PIGS from HELL! (Vocês são todos porcos dos infernos!)[21]
  - Ukraine (Ucrânia)
  - Romania (Romênia)
  - Portugal (Portugal)
  - Italy (Itália)
  - Greece (Grécia)
  - Spain (Espanha)
  - Hungary (Hungria)
  - Estonia (Estônia)
  - Latvia (Letônia)
  - Lithuania (Lituânia)

- FIGS[22]
  - Fraine (França)
  - Italy (Itália)
  - Greece (Grécia)
  - Spain (Espanha)

## As soluções propostas
Nas primeiras semanas de 2010, ansiedade a excessivos níveis de endividamento, em alguns países da UE e, mais genericamente, sobre a saúde do euro se espalhou da Irlanda e da Grécia a Portugal, Espanha e Itália.
Alguns think tanks sobre a Europa, como o Canadian European Economic Council têm argumentado que a situação, na qual a Grécia e a Espanha estão hoje, resulta de uma década de endividamento excessivo impulsionada por políticas keynesianas perseguidas pelos responsáveis políticos locais e pela complacência dos banqueiros centrais da UE. Outros economistas [carece de fontes?] têm recomendado a aplicação de uma bateria de políticas corretivas para controlar a dívida pública e de drásticas medidas de austeridade, com impostos substancialmente mais elevados.
Alguns altos responsáveis políticos alemães foram tão longe como dizer que o socorro de emergência deverá trazer penalidades rígidas aos beneficiários da ajuda da UE, como a Grécia ou Espanha.